# ベネディクト・カンバーバッチ
ベネディクト・ティモシー・カールトン・カンバーバッチ（Benedict Timothy Carlton Cumberbatch, CBE, 1976年7月19日 - ）は、イギリスの俳優。イングランドのロンドンのハマースミス出身。
15世紀のイングランド王・リチャード3世の血縁。2015年、大英帝国勲章コマンダーを受賞。

## 生い立ち
俳優のティモシー・カールトンとワンダ・ヴェンサムの間に生まれた。父方の祖父であるヘンリー・カールトン・カンバーバッチは、第一次世界大戦と第二次世界大戦に従軍して多くの勲章を授けられた海軍軍人であり、ロンドンの社交界でよく知られた人物であった。その父で、父方の曾祖父にあたるヘンリー・アーノルド・カンバーバッチは、ヴィクトリア朝の外交官であり、駐スミュルナ総領事を務めた。7代前の先祖は1728年からバルバドスで奴隷農園を経営して財を成し、1833年に奴隷制度が廃止されたため、一族はイギリスに戻った。
またレスター大学の研究により、15世紀のイングランド王・リチャード3世の血縁であることが判明しているが、ドラマ『ホロウ・クラウン/嘆きの王冠』ではこのリチャード3世役を演じている。レスターの駐車場で発見されたリチャード3世の遺骨が2015年3月に同市の大聖堂に埋葬された際、カンバーバッチはリチャード王に捧げる詩を朗読した。
ウェスト・サセックスのBrambletye校で学び、名門パブリックスクールであるハーロー校に進んでから演劇を始める。大学入学前のギャップ・イヤーにチベットの僧院で英語を教え、マンチェスター大学で演劇を学び、同大学を卒業後もロンドン音楽芸術学院で引き続き演劇を学んだ。

## キャリア
2001年から、オープン・エア・シアター、アルメイダ・シアター、王朝劇場、英国立劇場などの古典舞台で重要な役を演じた。2005年にアルメイダ・シアターやウェスト・エンドのデューク・オブ・ヨークス・シアターで演じた『ヘッダ・ガブラー』のテスマン役ではローレンス・オリヴィエ賞助演部門にノミネートされた。2010年から2011年にかけて、ともにダニー・ボイル演出の『The Children’s Monologues 』と『Frankenstein 』に出演した。『Frankenstein 』で共演のジョニー・リー・ミラーと共に、2012年度のローレンス・オリヴィエ賞主演男優賞受賞を果たした。

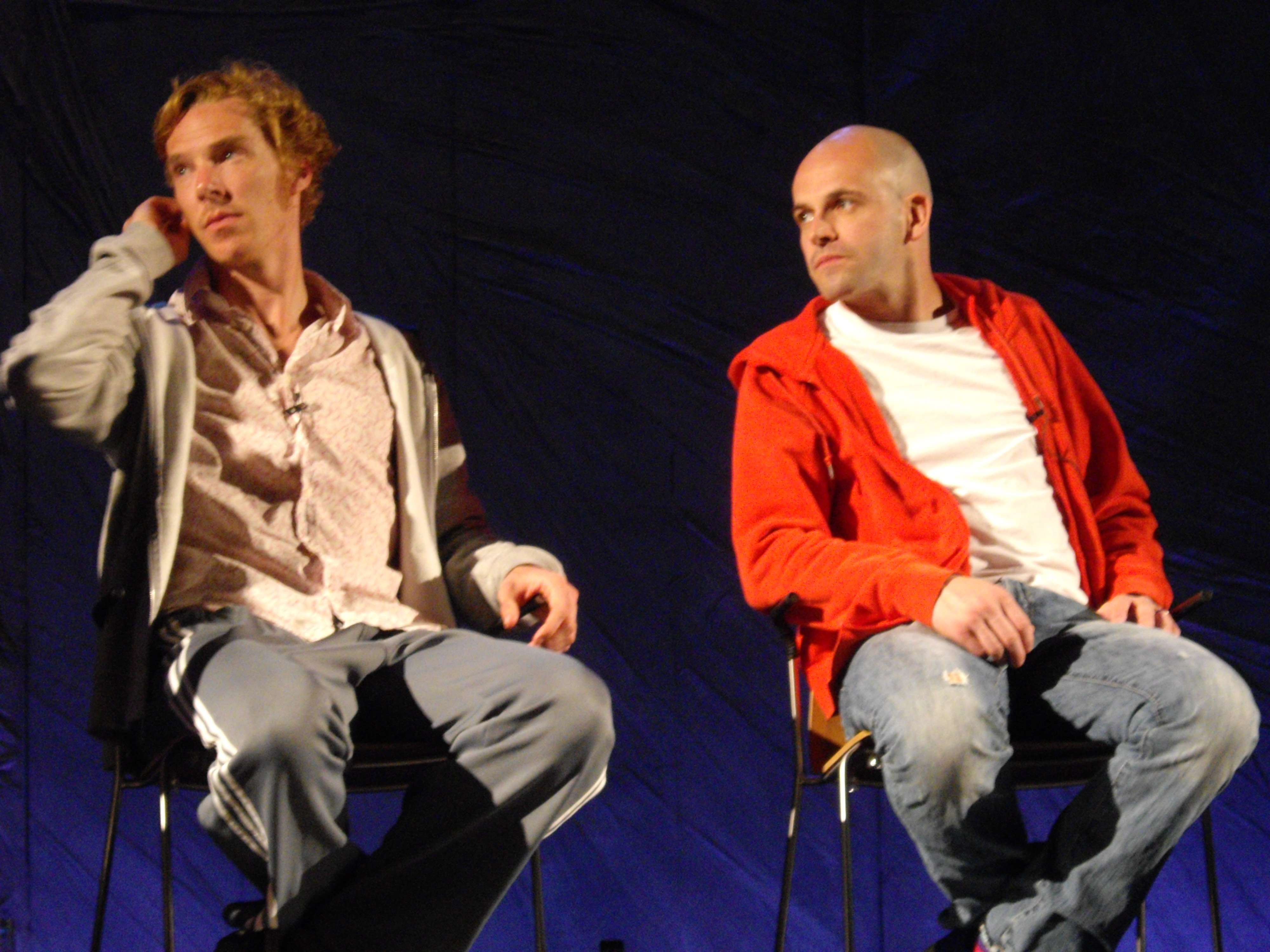
『Frankenstein 』で共演した、カンバーバッチとジョニー・リー・ミラー

2004年、BBC『ホーキング』で若き日のスティーヴン・ホーキングを演じてモンテカルロ・テレビ祭の主演男優賞を受賞。
2006年、18世紀後半のイギリス帝国で奴隷貿易の廃止に努めたウィリアム・ウィルバーフォースの伝記映画『アメイジング・グレイス』で、ウィルバーフォースの親友で若くして首相になったウィリアム・ピットを演じた。この役でロンドン映画批評家協会賞助演男優賞にノミネートされた。『つぐない』（2007年）、『ブーリン家の姉妹』（2008年）などに出演し、2009年にはチャールズ・ダーウィンの伝記映画『クリエイション ダーウィンの幻想』でダーウィンの友人ジョセフ・ダルトン・フッカーを演じた。
2010年、BBC『SHERLOCK（シャーロック）』でシャーロック・ホームズを演じ、英国アカデミーテレビ賞主演男優賞にノミネートされた。
2011年にはスティーヴン・スピルバーグ監督の『戦火の馬』に出演。『SHERLOCK』を視聴して起用を決めたというスピルバーグからも演技を絶賛され、「彼はまるでフェラーリのようだ。演技力のある俳優は異なる物語、映画、撮影手法の要求に合わせられるんだ」と評された。ジョン・ル・カレ原作でトーマス・アルフレッドソン監督の『裏切りのサーカス』ではゲイリー・オールドマン、コリン・ファース、トム・ハーディらと共演している。2012年公開の『ホビット 思いがけない冒険』では竜のスマウグと死人遣いのモーションキャプチャを務め、声も当てた。
映画『スター・トレック イントゥ・ダークネス』（日本公開は8月23日）ではカーン・ノニエン・シンを演じ、「世紀の悪役」として世界中から絶賛されたが、ホワイトウォッシングと批判もされた。同作品のロンドン・ワールドプレミアでは「英国の至宝（ナショナル・トレジャー）」と紹介された。また、キャンペーンで2度の来日を果たした際には、1,000人を超えるファンが空港に集まった。同作のオーディションはiPhoneを介して行われ、監督のJ・J・エイブラムスに彼を推薦したのはスピルバーグだったという。
2013年公開の映画『フィフス・エステート/世界から狙われた男』では、ウィキリークスの創始者ジュリアン・アサンジを演じた。しかし、映画の評判は今一つで、興行収入も振るわなかった。同年10月にはイギリスのサイト『エンパイア・オンライン』にて行われた「世界で最もセクシーな映画スター」にて1位に選ばれた。
2014年、米『タイム』誌が選ぶ「2014年俳優による演技トップ10」で、『イミテーション・ゲーム/エニグマと天才数学者の秘密』が第1位に選ばれた。
2015年、英『GQ』誌読者が選ぶ男性ベストドレッサー賞で第2位。大英帝国勲章・コマンダーを授与された。
2018年5月、ハリウッドの男女賃金格差問題に関し、これからは女性共演者にも平等な出演料が支払われる作品にのみに出演する考えであることを明らかにした。

## 私生活
2014年11月5日の英タイムズ紙にて女優・舞台演出家のソフィー・ハンターと婚約を発表。タイムズ紙の慶弔欄に掲載するという、イギリスの伝統的な告知方法での発表だった。2015年6月、第1子となる男児が誕生した。2017年3月、第2子となる男児が誕生した。
リチャード3世の発掘と再埋葬に伴い、2015年に行われた王の再埋葬の儀では、カンバーバッチがリチャード3世の遠縁と判明したことから、儀式に出席してイギリスの桂冠詩人キャロル・アン・ダフィーが書いた詩を朗読した。この前後、カンバーバッチはBBC Two制作のシェイクスピア翻案劇『ホロウ・クラウン/嘆きの王冠』でリチャード3世を演じていた。

## 出演作品
※役名の太字表記は主演。

### 映画

#### 劇場公開映画
| 年   | 題名                                                                                            | 役名 | 備考                           | 吹替           |
| ---- | ----------------------------------------------------------------------------------------------- | --- | ------------------------------ | -------------- |
| 2003 | クロムウェル〜英国王への挑戦〜 To Kill a King                                                   | 王党派 | 日本劇場未公開                 | （吹替版なし） |
| 2005 | スターター・フォー10（原題） Starter for 10                                                     | パトリック・ワッツ |                                | N/A            |
| 2006 | アメイジング・グレイス Amazing Grace                                                            | ウィリアム・ピット | （吹替版なし）                 |                |
| 2007 | スチュワート: ア・ライフ・バックワーズ（原題） Stuart: A Life Backwards                         | アレクサンダー | N/A                            |                |
| 2007 | つぐない Atonement                                                                              | ポール・マーシャル | 加藤亮夫                       |                |
| 2008 | ブーリン家の姉妹 The Other Boleyn Girl                                                          | ウィリアム・ケリー |                                |                |
| 2009 | クリエイション ダーウィンの幻想 Creation                                                        | ジョセフ・ダルトン・フッカー                                                                                             | （吹替版なし）                 |                |
| 2009 | Burlesque Fairytales                                                                            | ヘンリー・クラーク | N/A                            |                |
| 2010 | Four Lions                                                                                      | エド | N/A                            |                |
| 2010 | 僕が星になるまえに Third Star                                                                   | ジェームズ | 三上哲                         |                |
| 2010 | トゥルース 闇の告発 The Whistleblower                                                           | ニック・カウフマン | 日本劇場未公開                 |                |
| 2011 | ナショナル・シアター・ライヴ2015「フラケンシュタイン」 National Theatre Live: Frankelstein      | フランケンシュタイン博士 フランケンシュタインの怪物                                                                      | 舞台のデジタル映像化           | （吹替版なし） |
| 2011 | 裏切りのサーカス Tinker Tailor Soldier Spy                                                      | ピーター・ギラム |                                | 小川輝晃       |
| 2011 | ミスティック・アイズ Wreckers                                                                   | デイヴィッド | 三上哲                         |                |
| 2011 | 戦火の馬 War Horse                                                                              | ジェイミー・スチュワート少佐                                                                                             | 田中正彦                       |                |
| 2012 | ホビット 思いがけない冒険 The Hobbit: An Unexpected Journey                                     | スマウグ 死人うらない師                                                                                                  | モーションキャプチャ、声の出演 | 大友龍三郎     |
| 2013 | スター・トレック イントゥ・ダークネス Star Trek Into Darkness                                   | ジョン・ハリソン |                                | 三上哲         |
| 2013 | それでも夜は明ける 12 Years a Slave                                                             | ウィリアム・フォード | 宮本充                         |                |
| 2013 | フィフス・エステート/世界から狙われた男 The Fifth Estate                                        | ジュリアン・アサンジ | 咲野俊介                       |                |
| 2013 | 8月の家族たち August: Osage County                                                              | “リトル”・チャールズ・エイケン                                                                                           | 三上哲                         |                |
| 2013 | ホビット 竜に奪われた王国 The Hobbit: The Desolation of Smaug                                   | スマウグ 死人うらない師                                                                                                  | モーションキャプチャ、声の出演 | 大友龍三郎     |
| 2014 | イミテーション・ゲーム/エニグマと天才数学者の秘密 The Imitation Game                            | アラン・チューリング |                                | 三上哲         |
| 2014 | ペンギンズ FROM マダガスカル ザ・ムービー Penguins of Madagascar                                | クラシファイド | 声の出演                       | 成田剣         |
| 2014 | ホビット 決戦のゆくえ The Hobbit: The Battle of the Five Armies                                 | スマウグ 死人うらない師                                                                                                  | モーションキャプチャ、声の出演 | 大友龍三郎     |
| 2015 | ブラック・スキャンダル Black Mass                                                               | ビリー・バルジャー |                                | 三上哲         |
| 2016 | SHERLOCK/シャーロック 忌まわしき花嫁 Sherlock: The Abominable Bride                             | シャーロック・ホームズ                                                                                                   |                                | 三上哲         |
| 2016 | ズーランダー NO.2 Zoolander 2                                                                   | オール | カメオ出演                     | 三上哲         |
| 2016 | ドクター・ストレンジ Doctor Strange                                                             | スティーヴン・ストレンジ / ドクター・ストレンジ                                                                          |                                | 三上哲         |
| 2017 | エジソンズ・ゲーム The Current War                                                              | トーマス・エジソン | 兼製作総指揮                   | 三上哲         |
| 2017 | マイティ・ソー バトルロイヤル Thor: Ragnarok                                                    | スティーヴン・ストレンジ / ドクター・ストレンジ                                                                          |                                | 三上哲         |
| 2018 | アベンジャーズ/インフィニティ・ウォー Avengers: Infinity War                                    | スティーヴン・ストレンジ / ドクター・ストレンジ                                                                          |                                | 三上哲         |
| 2018 | グリンチ The Grinch                                                                             | グリンチ | 声の出演                       | 大泉洋         |
| 2018 | モーグリ: ジャングルの伝説 Mowgli                                                               | シア・カーン | 声の出演                       | 最上嗣生       |
| 2019 | アベンジャーズ/エンドゲーム Avengers: Endgame                                                   | スティーヴン・ストレンジ / ドクター・ストレンジ                                                                          |                                | 三上哲         |
| 2019 | 1917 命をかけた伝令 1917                                                                        | マッケンジー大佐 |                                | 三上哲         |
| 2020 | クーリエ:最高機密の運び屋 The Courier                                                           | グレヴィル・ウィン | 兼製作総指揮                   | （吹替版なし） |
| 2021 | モーリタニアン 黒塗りの記録 The Mauritanian                                                     | スチュアート・カウチ中佐                                                                                                 | 兼製作                         | （吹替版なし） |
| 2021 | ルイス・ウェイン 生涯愛した妻とネコ The Electrical Life of Louis Wain                           | ルイス・ウェイン | 兼製作総指揮                   | （吹替版なし） |
| 2021 | スパイダーマン:ノー・ウェイ・ホーム Spider-Man: No Way Home                                     | スティーヴン・ストレンジ / ドクター・ストレンジ                                                                          |                                | 三上哲         |
| 2022 | ドクター・ストレンジ/マルチバース・オブ・マッドネス Doctor Strange in the Multiverse of Madness | スティーヴン・ストレンジ / ドクター・ストレンジ ディフェンダー・ストレンジ スプリーム・ストレンジ シニスター・ストレンジ |                                | 三上哲         |
| 2023 | The End We Start From                                                                           | AB | 兼製作総指揮                   | N/A            |
| 2023 | ブック・オブ・クラレンス 嘘つき救世主のキセキ The Book of Clarence                              | ベニヤミン | 日本劇場未公開                 | 三上哲         |
| 2024 | We Live in Time この時を生きて We Live in Time                                                  | N/A | 製作総指揮                     | N/A            |
| 2025 | The Thing with Feathers                                                                         | Dad |                                | TBA            |
| 2025 | ザ・ザ・コルダのフェニキア計画 The Phoenician Scheme                                            | ヌバルおじさん |                                | TBA            |
| 2025 | ローズ家〜崖っぷちの夫婦〜 The Roses                                                            | テオ・ローズ | ポストプロダクション           | TBA            |
| 2026 | アベンジャーズ/ドゥームズデイ Avengers: Doomsday                                                | スティーヴン・ストレンジ / ドクター・ストレンジ                                                                          | 撮影中                         | TBA            |
| TBA  | Blood on Snow                                                                                   | TBA | ポストプロダクション           | TBA            |
| TBA  | Wife & Dog                                                                                      | TBA | ポストプロダクション           | TBA            |

#### テレビ映画
| 年   | 題名                                                                      | 役名                         | 吹替           |
| ---- | ------------------------------------------------------------------------- | ---------------------------- | -------------- |
| 2004 | ダンケルク 史上最大の撤退作戦・奇跡の10日間 Dunkirk                       | ジミー                       | （吹替版なし） |
| 2004 | ホーキング Hawking                                                        | スティーヴン・ホーキング     | 平川大輔       |
| 2007 | Stuart: A Life Backwards                                                  | アレクサンダー・マスターズ   | N/A            |
| 2008 | ミス・マープル4 『殺人は容易だ』 Agatha Christie's Marple: Murder Is Easy | ルーク・フィッツウィリアム   | 三上哲         |
| 2010 | ゴッホ 真実の手紙 Van Gogh: Painted with Words                            | フィンセント・ファン・ゴッホ | （吹替版なし） |
| 2017 | チャイルド・イン・タイム The Child in Time                                | スティーヴン・ルイス         | 三上哲         |
| 2019 | ブレグジット EU離脱 Brexit: The Uncivil War                               | ドミニク・カミングス         | （吹替版なし） |

#### WEB配信映画
| 年   | 題名                                                                      | 役名               | 配信局  | 吹替   |
| ---- | ------------------------------------------------------------------------- | ------------------ | ------- | ------ |
| 2019 | ビトウィーン・トゥ・ファーンズ: ザ・ムービー Between Two Ferns: The Movie | 本人役             | Netflix | 三上哲 |
| 2021 | パワー・オブ・ザ・ドッグ The Power of the Dog                             | フィル・バーバンク | Netflix | 三上哲 |
| 2022 | ザ・バブル The Bubble                                                     | 本人役             | Netflix | 三上哲 |
| 2023 | ヘンリー・シュガーのワンダフルな物語 The Wonderful Story of Henry Sugar   | ヘンリー・シュガー | Netflix | 三上哲 |
| 2023 | 毒 Poison                                                                 | ハリー             | Netflix | 三上哲 |

### 短編映画
| 年   | 題名                       | 役名              |
| ---- | -------------------------- | ----------------- |
| 2002 | Hills Like White Elephants | The Man           |
| 2007 | 二人 Inseparable           | ジョー チャーリー |

### テレビシリーズ

#### テレビドラマ
| 年    | 題名                                                            | 役名                           | 備考                                                                            | 吹替                                |
| ----- | --------------------------------------------------------------- | ------------------------------ | ------------------------------------------------------------------------------- | ----------------------------------- |
| 2002  | Fields of Gold                                                  | ジェレミー                     |                                                                                 | N/A                                 |
| 2002  | Tipping the Velvet                                              | フレディ                       | N/A                                                                             |                                     |
| 2002  | 法医学捜査班 silent witness Silent Witness                      | ウォーレン                     | 第17話「遺棄死体 前編」 第18話「遺棄死体 後編」                                 | （吹替版なし）                      |
| 2003  | ケンブリッジ・スパイ 英国を裏切った美しき男たち Cambridge Spies | エドワード                     | 4回のミニシリーズ 第2話                                                         | （吹替版なし）                      |
| 2003  | MI-5 英国機密諜報部 Spooks                                      | ジム・ノース                   | シーズン2第1話「テロリストに死を」                                              | （吹替版なし）                      |
| 2003  | Fortysomething                                                  | ロリー                         |                                                                                 | N/A                                 |
| 2005  | Nathan Barley                                                   | ロビン                         | 計2話出演                                                                       | N/A                                 |
| 2005  | 新世界 〜航海の果てに〜 To the Ends of the Earth                | エドマンド・タルボット         | ミニシリーズ モンテカルロTV映像祭 男優賞                                        | （吹替版なし）                      |
| 2005  | Broken News                                                     | ウィル・パーカー               | コメディシリーズ、計3話出演                                                     | N/A                                 |
| 2008  | ラスト・エネミー 監視国家の陰謀 The Last Enemy                  | スティーブン・エザード         | ミニシリーズ 別題『ラスト・エネミー 近未来監視国家の陰謀』                      | （吹替版なし）                      |
| 2009  | スモールアイランド Small Island                                 | バーナード                     | 2回のミニシリーズ                                                               | （吹替版なし）                      |
| 2010- | SHERLOCK（シャーロック） Sherlock                               | シャーロック・ホームズ         | 英国放送記者組合賞 最優秀男優賞 エミー賞 ミニシリーズ/テレビ映画部門 主演男優賞 | 三上哲                              |
| 2012  | パレーズ・エンド Parade's End                                   | クリストファー・ティージェンス | ミニシリーズ 英国放送記者組合賞 最優秀男優賞                                    | 三上哲（DVD版） 小森創介（WOWOW版） |
| 2016  | ホロウ・クラウン/嘆きの王冠 The Hollow Crown                    | リチャード3世                  | ミニシリーズ、計2話出演                                                         | （吹替版なし）                      |
| 2016  | サタデー・ナイト・ライブ Saturday Night Live                    | 本人（ホスト）                 | 「Benedict Cumberbatch / Solang」                                               | （吹替版なし）                      |
| 2018  | パトリック・メルローズ Patrick Melrose                          | パトリック・メルローズ         | ミニシリーズ、計5話出演                                                         | 三上哲                              |
| 2019  | グッド・オーメンズ Good Omens                                   | サタン                         | 声の出演                                                                        | 山岸治雄                            |
| 2022  | サタデー・ナイト・ライブ Saturday Night Live                    | 本人（ホスト）                 | 「Benedict Cumberbatch / Arcade Fire」                                          | （吹替版なし）                      |
| TBA   | The 39 Steps                                                    | Richard Hannay                 | 兼製作総指揮                                                                    |                                     |

#### WEB配信ドラマ
| 年   | 題名          | 役名                                    | 配信局  | 備考         | 吹替   |
| ---- | ------------- | --------------------------------------- | ------- | ------------ | ------ |
| 2024 | エリック Eric | ヴィンセント・サリヴァン エリック（声） | Netflix | 兼製作総指揮 | 三上哲 |

#### テレビアニメシリーズ
| 年   | 題名                          | 役名                        | 備考                            |
| ---- | ----------------------------- | --------------------------- | ------------------------------- |
| 2013 | ザ・シンプソンズ The Simpsons | セブルス・スネイプ 英国首相 | シーズン24第12話 「複雑な女心」 |

#### WEB配信アニメシリーズ
| 年        | 題名                           | 役名                                                        | 配信局  | 吹替   |
| --------- | ------------------------------ | ----------------------------------------------------------- | ------- | ------ |
| 2021-2023 | ホワット・イフ...? What If...? | スティーヴン・ストレンジ / ドクター・ストレンジ・スプリーム | Disney+ | 三上哲 |

## 舞台

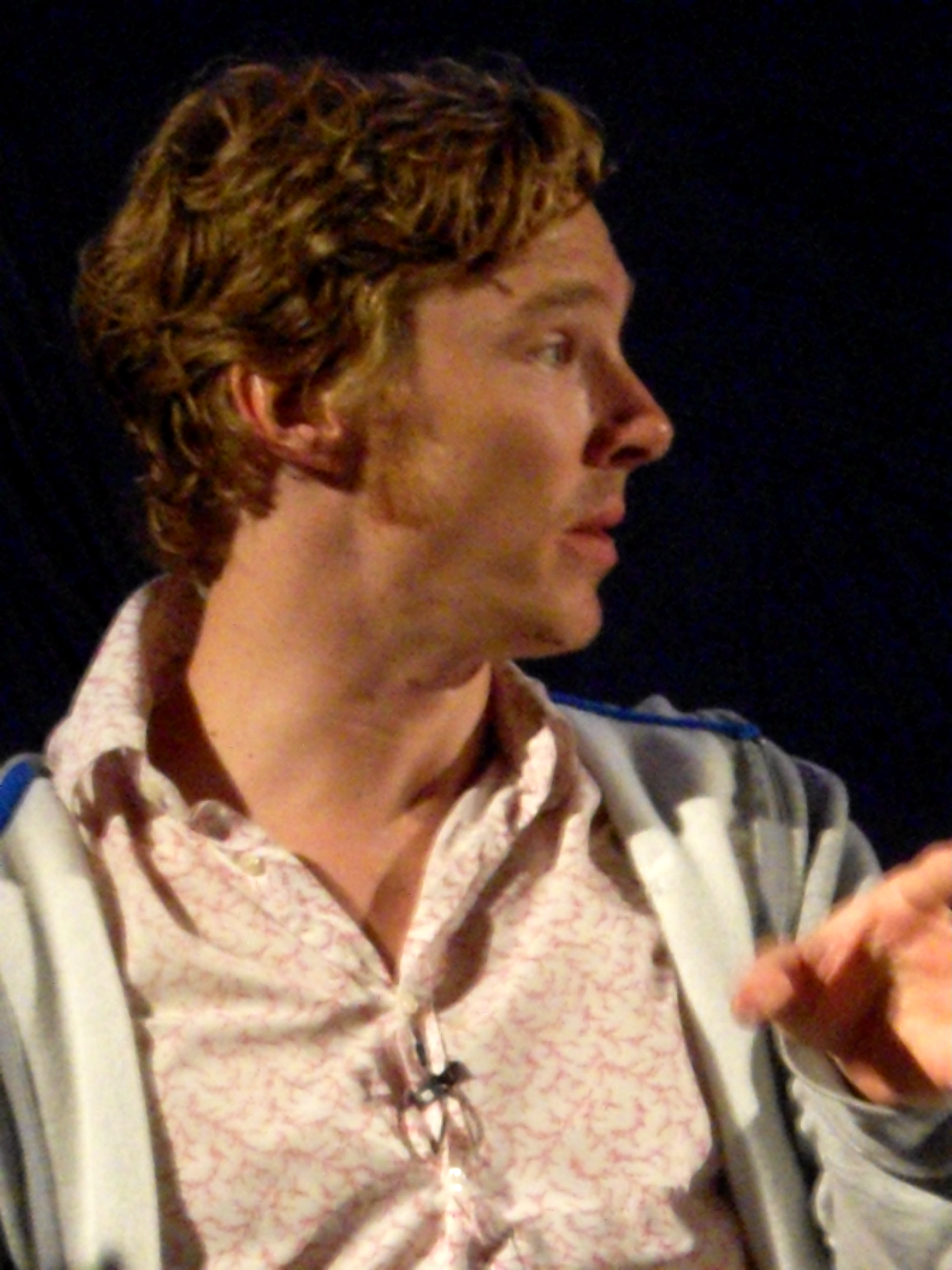
2011年4月、『フランケンシュタイン』のリハーサル中

- フランケンシュタイン（2011年、ロイヤル・ナショナル・シアター） - 主演・ヴィクター・フランケンシュタイン、怪物役。ナショナル・シアター・ライヴにて中継。
- ハムレット（2015年8月 - 10月、バービカン・シアター） - 主演・ハムレット役[33]。ナショナル・シアター・ライヴにて中継。

## 授賞とノミネート
| 年   | 作品名                                                               | 賞名                                                                | 結果       |
| ---- | -------------------------------------------------------------------- | ------------------------------------------------------------------- | ---------- |
| 2004 | ホーキング Hawking                                                   | モンテカルロTV映像祭 男優賞                                         | 受賞       |
| 2005 | To the Ends of the Earth (en)                                        | モンテカルロTV映像祭 男優賞                                         | 受賞       |
| 2011 | SHERLOCK シーズン1 Sherlock                                          | ブロードキャスティング・プレス・アワード主演男優賞                  | 受賞       |
| 2012 | SHERLOCK シーズン2 Sherlock                                          | Critics' Choice Television Awards 映画・ミニシリーズ主演男優賞 (en) | 受賞       |
| 2012 | SHERLOCK ベルグレービアの醜聞                                        | ゴールド・ダービー TV アワード テレビ映画・ミニシリーズ 主演男優賞  | 受賞       |
| 2013 | SHERLOCK シーズン2 Sherlock パレーズ・エンド Parade's End            | ブロードキャスティング・プレス・ギルド・アワード主演男優賞          | 受賞       |
| 2014 | イミテーション・ゲーム/エニグマと天才数学者の秘密 The Imitation Game | 英国アカデミー賞 主演男優賞                                         | ノミネート |
| 2014 | イミテーション・ゲーム/エニグマと天才数学者の秘密 The Imitation Game | アカデミー主演男優賞                                                | ノミネート |
| 2014 | イミテーション・ゲーム/エニグマと天才数学者の秘密 The Imitation Game | 第18回ハリウッド映画賞 男優賞                                       | 受賞       |
| 2014 | SHERLOCK Sherlock                                                    | ナショナル・テレビジョン・アワード 最優秀テレビ探偵賞               | 受賞       |
| 2016 | ハムレット Hamlet                                                    | Whatsonstage.com Awards最優秀舞台主演男優賞                         | 受賞       |

## 日本語吹き替え
『SHERLOCK（シャーロック）』以降、殆どの作品で三上哲が専属として声を担当している。
三上が専属で担当するまでは平川大輔や小川輝晃、宮本充、咲野俊介、田中正彦などが担当する事もあった。
また、『ホビット』三部作のスマウグ役に限っては大友龍三郎が担当した。